# Epinephelus fuscoguttatus
Epinephelus fuscoguttatus é uma espécie de peixe da família Serranidae.
Pode ser encontrada nos seguintes países: Austrália, Bangladesh, Território Britânico do Oceano Índico, Brunei, Camboja, Cocos (Keeling) Islands, Comores, Djibouti, Egipto, Eritrea, Fiji, Guam, Hong Kong, Índia, Indonésia, Israel, Japão, Jordânia, Quénia, Kiribati, Madagáscar, Malásia, Maldivas, Ilhas Marshall, Maurícia, Micronésia, Moçambique, Myanmar, Nova Caledónia, Marianas Setentrionais, Paquistão, Palau, Papua-Nova Guiné, Filipinas, Reunião, Samoa, Arábia Saudita, Seychelles, Singapura, the Ilhas Salomão, Somália, Sri Lanka, Sudão, Taiwan, Tanzânia, Tailândia, Vanuatu, Vietname e Iémen.
Os seus habitats naturais são: mar aberto, mar costeiro, pradarias aquáticas subtidais, recifes de coral e lagoas costeiras de água salgada.
Está ameaçada por perda de habitat.